# Assassin’s Creed II
Assassin’s Creed II (МФА: [əˈsæsɪns ˈkɹiːd tu]; рус. Кредо ассасина 2) — компьютерная игра в жанре action-adventure, продолжение игры Assassin’s Creed от компании Ubisoft. Официальный анонс состоялся 16 апреля 2009 года в журнале Game Informer. В рамках сюжетной кампании Дезмонд Майлс, главный герой сюжетной линии в настоящем времени переживает воспоминания своего дальнего предка — Эцио Аудиторе, молодого флорентийского аристократа. Игрок побывает в Италии эпохи Возрождения (события игры происходят с 1476 по 1499 год) и встретится с выдающимися людьми того времени — к примеру, с четой Медичи, Леонардо да Винчи и Никколо Макиавелли, а во врагах у героя будут числиться Родриго Борджиа, Франческо Пацци и Джироламо Савонарола. У персонажа появятся новые способности, к примеру, плавать и нырять, возможность выхватить оружие у врага во время боя.
На консоли игра вышла 17 ноября 2009 года в Северной Америке и 15 декабря в России. На Windows игра вышла 5 марта 2010 года. В отличие от первой части, которая получила сдержанные отзывы от критиков, Assassin’s Creed II получила всеобщее признание от рецензентов различных изданий. Assassin’s Creed II является первой частью в трилогии об Эцио: Assassin’s Creed: Brotherhood и Assassin’s Creed: Revelations, сиквел и триквел соответственно, вышли в 2010 и в 2011 годах.

## Игровой процесс

### Орлиное зрение
Нажатием кнопки головы игрок может активировать спецспособность «Орлиное Зрение», меняющую поведение камеры. Неинтерактивные объекты сливаются с фоном, темнеют; враги выделяются красным цветом; союзники (воры, наёмники, куртизанки) выделяются синим цветом; укрытия (сады на крышах, стоги сена, скамейки, колодцы) и полезные вещи (перья, сундуки сокровищ) белым цветом; цели задания (жертвы убийства, объекты слежки) жёлтым цветом. Также в этом режиме можно увидеть глифы истины. Орлиное зрение позволяет провести быстрый тактический анализ обстановки, обнаружить малозаметные объекты. В отличие от первой части во второй можно ходить с орлиным зрением.

### Враги
Так как в игре присутствуют города, которые исторически являлись независимыми государствами, воины разных городов сражаются с другими воинами, если заметят их.
Армии городов и их униформа:
- Флорентийская республика — в одежде преобладает тускло-жёлтый цвет и герб Медичи. Встречаются на территории Флоренции и Тосканы (после 5 последовательности). Эта фракция стражи нападёт на Эцио, только если он совершит противозаконное действие.
- Стража тамплиеров — в одежде преобладает тёмно-красный и чёрный цвета и герб Борджиа. Встречаются на территории Флоренции (до 5 последовательности и в 13 последовательности), а также во всех городах, охраняя тайники, целей заданий и лидеров тамплиеров. Эта фракция нападёт на Эцио, как только заметит его.
- Герцогство Романья — в одежде преобладает тёмно-зелёный цвет и герб Сфорца. Встречаются на территории Романьи. Эта фракция нападёт на Эцио, только если он совершит противозаконное действие.
- Венецианская республика — в одежде преобладает синий цвет и герб республики. Встречаются на территории Венеции. В некоторых миссиях являются стражей венецианских тамплиеров из рода Барбариго. Эта фракция нападёт на Эцио только при совершении противозаконного действия.
- Тирания Савонаролы — в одежде преобладает чёрный и серый цвета. Встречаются на территории Флоренции (только 11 последовательность) и охраняют улицы, а также лейтенантов Савонаролы и самого монаха. Нападут на Эцио, как только заметят его.
- Папская область — в одежде преобладает светло-красный и бело-серый цвета и герб Ватикана. Встречаются только на территории Рима. Нападут на Эцио, как только заметят его.

## Сюжет
Игра продолжается вскоре после событий Assassin’s Creed, где, в 2012 году, Дезмонду Майлсу — пленнику «Абстерго Индастриз», которого используют для дешифрования его генетической памяти о его предке-ассасине Альтаире в машине «Анимус», — грозит смертельная опасность. «Абстерго», современный эквивалент рыцарей-тамплиеров, использовали Дезмонда, чтобы определить местонахождение мощного артефакта, именуемого «Частицей Эдема», или «Яблоком Эдема». Используя Орлиное зрение, полученное в результате «эффекта просачивания» (из-за частого нахождения в «Анимусе»), Дезмонд видит сообщения и символы, написанные кровью на стене его спальни предыдущим испытуемым, именуемым «Объект 16». Люси Стиллман, сотрудник Абстерго и член братства современных ассасинов, освобождает Дезмонда и прячет его в секретном укрытии с двумя другими ассасинами, Шоном Гастингсом и Ребеккой Крэйн, создавшими улучшенную версию «Анимуса». Они предлагают Дезмонду использовать генетическую память о ещё одном его предке, итальянце Эцио Аудиторе да Фиренце, с двумя целями: тренировать Дезмонда в искусстве ассасина с помощью эффекта просачивания и найти другие Частицы Эдема.
После погружения в «Анимус» действие игры начинает разворачиваться в Италии, в Эпоху Возрождения, конец XV века. Главным героем игры становится семнадцатилетний юноша по имени Эцио, житель Флоренции. Отца Эцио, Джованни Аудиторе, предал его лучший друг Уберто Альберти, и в результате обвинения отец и братья Эцио — Федерико и Петруччо — были повешены. Для Эцио потеря семьи была сильной душевной травмой. Он убивает предателя своей семьи и скрывается вместе с матерью и сестрой у своего дяди Марио на вилле Аудиторе в Монтериджони.
Позже Эцио узнаёт, что его семью предала семья Пацци, и он решает поквитаться с ней. Сперва он убивает младшего из этой семьи, Вьери Пацци. Через некоторое время после заговора против семьи Медичи Эцио убил отца Вьери, Франческо Пацци. а затем старшего из семьи предателей — Якопо Пацци — и его помощников (хотя, Эцио всего лишь нанёс Якопо последний удар). Из собрания тамплиеров, в котором непосредственно участвовал Якопо, Эцио узнаёт, что следующие действия тамплиеров будут в Венеции.
Действие прерывается и переносится в настоящее время. В ходе интермедии Люси проверяет навыки Дезмонда. Во сне у Дезмонда возникают галлюцинации, и он видит события из жизни Альтаира, главного героя предыдущей части. На следующий день Дезмонд вновь погружается в воспоминания Эцио.
Приплыв в «город на воде» вместе с Леонардо да Винчи, он сотрудничает с местной гильдией воров. Он убивает двух заговорщиков — дожа Эмилио Барбариго и приближённого следующего правителя Карло Гримальди. Затем, во время праздника, Эцио убивает Марко Барбариго, занявшего место прежнего дожа. Позднее Эцио, с помощью Бартоломео Д"Альвиано убил Сильвио Барбариго и телохранителя Марко Данте Моро, но упускает корабль, на котором те собирались уехать. Через два года он узнаёт, что скоро возвращается корабль тамплиеров с острова Кипр, и на нём, вероятно, будет одна из частиц Эдема. Убив и переодевшись в курьера, Эцио лицом к лицу сталкивается с Родриго Борджиа, который убеждён, что он некий пророк. Борджиа удаётся скрыться, зато Эцио узнаёт, что люди, помогавшие ему на всём пути, — ассасины. Эцио посвящают в ассасины. После нахождения частицы Эдема — яблока Эдема — Эцио отправляется в Романью, где помогает Никколо Макиавелли и Катерине Сфорца защитить их город — Форли от братьев Орси. Однако таинственное яблоко было украдено неким монахом без одного пальца, и поиски приводят нашего героя обратно во Флоренцию. Воспользовавшись яблоком, тот самый бывший монах Джироламо Савонарола захватывает власть во Флоренции. Эцио подрывает его планы, убивая девять помощников Савонаролы по всему городу. Разгневанный народ собирается заживо сжечь «просветителя», но Эцио убивает его прямо на костре, а после этого произносит пламенную речь о людях и свободе.
Эцио направляется в Рим, где ему предстоит раз и навсегда разобраться с Родриго Борджиа, который стал Папой Римским Александром VI. Одолев противника, Эцио узнаёт, зачем Родриго стал Папой Римским и зачем он охотился за частицами Эдема. Весь секрет в том, что под Римом покоится «бог», попасть в гробницу которого может только пророк, используя яблоко и посох. Пророком оказывается сам Эцио, не знающий о пророчестве; просто следуя своей судьбе, он исполняет его. В гробнице Эцио узнаёт от некой Минервы, что люди были созданы инопланетной расой, которую древние люди принимали за богов, но они давно погибли от загадочной катастрофы, та же участь ждёт Землю, и Дезмонд единственный, кто может помешать этому. Тем временем в наши дни в логово ассасинов вторгаются военные «Абстерго» под командованием Уоррена Видика, и Дезмонду, Люси, Шону и Ребекке приходится бежать.
После титров можно начать играть в режиме Freeplay, особенности которого такие же, как и в Assassin’s Creed: можно убивать невинных людей и свободно посещать любые локации (кроме Рима).

## Дополнительный загружаемый контент
В начале декабря разработчики анонсировали выход двух загружаемых дополнений:
- «Битва за Форли» (Battle of Forli) — первое дополнение, которое вышло 28 января 2010 года. Действия происходят в городке Форли. Кроме дополнительной сюжетной линии, состоящей из шести миссий-«воспоминаний», в дополнении присутствует «специальное воспоминание» — возможность свободного использования «Летательной машины» Леонардо да Винчи в перемещениях по области.
- «Костёр тщеславия» (Bonfire of the Vanities) — второе дополнение, которое вышло 18 февраля 2010 года. Кроме дополнительной сюжетной линии, состоящей из двенадцати миссий-«воспоминаний», продолжающих историю, начатую в «Битве за Форли», в дополнении добавлены трамплины и ещё один большой район Флоренции — Ольтрарно.

Дополнения доступны на Xbox Live и PlayStation Network.
В ПК-версию игры изначально включены все дополнения (составляют часть непрерывной сюжетной линии).

## Варианты изданий
Помимо обычного издания игры существует Assassin’s Creed II: Deluxe Edition, вышедшее 5 марта 2010 года. Издание дополнительно включает три бонусные карты, где можно добыть сокровища Тамплиеров: Дворец Медичи, церковь Санта-Мария-Глорьоза-дей-Фрари и Доки Арсенала.

## Продолжения
Разговоры о продолжении появились ещё до выхода игры Assassin’s Creed II. Первые слухи ходили о том, что события игры будут происходить во время Второй мировой войны, а героем будет женщина-ассассин (фанатов сбила с толку игра Velvet Assassin). Однако представитель Ubisoft опроверг эту информацию. После ходили слухи что события будут происходить в Средневековье времён Короля Артура или в период феодальной Японии.
13 января 2010 года Ubisoft объявила, что выйдет продолжение Assassin’s Creed II Episodes, которое появится в 2010, или даже в 2011 году. Главным героем в игре снова будет Эцио Аудиторе. Однако история ассассинов не будет заканчиваться на периоде Ренессанса и будет развитие сюжета вокруг современного ассасина Дезмонда Майлса.
Позже было объявлено о выходе сиквела второй части под названием — Assassin’s Creed:Brotherhood. В нём игрок снова будет играть за Эцио, а действия игры будут происходить в Риме. Игра вышла осенью 2010 на PlayStation 3 и Xbox 360, а на Windows в марте 2011 года.
15 ноября 2011 года (на Windows 29 ноября 2011 года) вышла заключительная часть истории об Эцио Аудиторе — Assassin’s Creed: Revelations.

## Разработка и поддержка игры
В апреле 2008 года на одной из конференций Ив Жилльмо, глава Ubisoft, сказал о том, что Assassin’s Creed не будет единственной игрой в серии, и у компании есть планы на дальнейшее развитие нового игрового сериала. О сроках выхода новой части ничего сказано не было. В октябре-ноябре в интернете появилось интервью с Tokyo Game Show 2008. В нём портал AusGamers спросил у Дэвида Вилкинсона (аниматор Prince of Persia) чем занят сейчас Алекс Дроуин (аниматор Альтаира) на что тот ответил: «Сейчас он делает Альтаира ещё краше. Последнее, что я видел, это то, как он учит его плавать». Стало ясно, что разработка продолжения Assassin’s Creed уже начата.
7 апреля 2009 года на странице посвящённой Assassin’s Creed появился первый рекламный тизер Assassin’s Creed II. Ролик был основан на графических работах Леонардо да Винчи, в которые были добавлены рисунки скрытого кинжала и символа ордена ассассинов. 16 апреля в журнале Game Informer вышла большая статья с анонсом Assassin’s Creed II и интервью с разработчиками. Из интервью стало известно, что над разработкой второй части игры работа ведётся уже более двух лет. Главным героем станет ещё один предок Дезмонда, Эцио Аудиторе да Фиренце, дворянин из Флоренции, также принадлежащий ордену ассассинов. Действие будет происходить в конце XV века (1476—1499). Из изменений геймплея обещалось то, что главный герой научится плавать, отбирать оружие у врагов; также разработчики сообщили, что теперь в игре будет смена дня и ночи, а серьёзные раны придётся залечивать у лекарей. Во время нескольких миссий у Эцио будет возможность использовать аэроплан Леонардо да Винчи, для открытия недоступных территорий. На рисунке, изображающем нового героя, видно, что он внешне похож на Альтаира, но в его одежде больше красного цвета, а скрытых клинков теперь два, а не один. Также в статье Game Informer говорится, что толпа в новой игре будет играть ещё более важную роль для прохождения, чем в первой игре. Что касается игрового дизайна, разработчики обещают показать реальные исторические памятники Венеции и других городов Италии времён Ренессанса: известно, что в игре можно будет увидеть собор святого Марка, мост Риальто и Большой и Малый каналы Венеции. Кроме того сообщалось, что немаловажную роль в игре будет играть Леонардо да Винчи; также Эцио повстречает на своём пути Лоренцо Медичи и Макиавелли. В игре будет 16 миссий и 20 видов нового оружия.
17 апреля на сайте игры был размещён второй рекламный ролик, сделанный в том же стиле, что и первый, но с закадровыми комментариями, по завершении которого можно увидеть предполагаемую дату релиза, рождественские каникулы 2009, а также список платформ, на которых выйдет игра, это: PlayStation 3, Xbox 360 и Windows. 18 мая 2009 года официальный сайт игры был расширен за счёт сервиса Microsoft MSN. Страница озаглавлена как: «Assassin’s Creed II: Truth is Written in Blood» (Assassin’s Creed II: Истина написана кровью). Появился точный список платформ, на которых выйдет игра: PlayStation 3, Xbox 360 (Xbox Live), Windows, а также планировалось выпустить экшен «по мотивам» для PlayStation Portable (Assassin’s Creed: Bloodlines). Игра становится доступной для предзаказа. Дата выхода игры для всех платформ по данным магазина Play.com стало 13 ноября 2009 года. В начале июня 2009 года на выставке E3 2009, проводившейся с 2 по 5 июня, впервые был показан игровой процесс игры, на примере демоверсии одного из уровней. Дата выхода игры, на территории Европы, по данным магазина Play.com, была передвинута на 20 ноября 2009 года. Датой релиза на территории Америки стало 17 ноября 2009 года.
В начале июля на сайте игры появился первый выпуск дневников разработчиков, в котором создатели Assassin’s Creed II, рассказывают предысторию нового героя, Эцио Аудиторе да Фиренце. 24 июля 2009 года Ubisoft сообщила о намерении снять несколько короткометражных фильмов, которые будут раскрывать предысторию игры Assassin’s Creed II. Данный проект получил название: Assassin’s Creed II: Lineage. 12 августа на сайте игры появился второй дневник разработчиков. Он рассказывал о поведении толпы в игре, о взаимоотношениях главного героя с представителями низших слоёв общества. Также становится известно, что в игре будет присутствовать возможность покупать себе новое оружие. Кроме этого в ролике были представлены геймлейные кадры, в которых Эцио Аудиторе да Фиренце дерётся, используя тактику рукопашного боя. Также можно увидеть игровую модель мастерской Леонардо да Винчи и самого хозяина мастерской. В начале сентября Патриc Дезиле (фр. Patrice Désilets), творческий руководитель Assassin’s Creed II, ответил на вопросы русскому изданию GameStar. 11 сентября в сети появился новый ролик игрового процесса Assassin’s Creed 2, общей продолжительностью около 6 минут. В нём можно было увидеть одну из секретных локаций игры и новые возможности главного героя, такие как покупка яда в уличной лавке, отвлечение внимания солдат при помощи других неигровых персонажей, а также убийство при помощи огнестрельного оружия. 17 сентября на официальном сайте игры появилась третья часть дневников разработчиков. В данном выпуске рассказывается о разнообразии миссий, присутствующих в игре. 24 сентября в официальном «Твиттере» Ubisoft появилось сообщение о том, что версия игры для Windows откладывается до первого квартала 2010 года.
27 октября 2009 года Ubisoft опубликовала в сети первую часть короткометражного кинофильма Assassin's Creed: Lineage, который доступен для свободного скачивания и в котором раскрываются события, персонажи и сеттинг Assassin’s Creed II. 28 февраля 2010 года стартовало начало продаж Windows-версии игры в некоторых магазинах Москвы. 5 марта стартовал уже официальный старт продаж на территории России и СНГ. 7 марта неизвестные хакеры атаковали сервер Ubisoft. 26 марта Ubisoft предложила всем игрокам, которые временно не могли получить доступ к Assassin’s Creed II, компенсацию в виде эксклюзивного контента (3 бонусных квестов), ранее доступных только для обладателей коллекционных версий. Инструкции о том, как получить квесты, были разосланы владельцам игры по электронной почте. 3 апреля хакерам удалось взломать техническое средство защиты авторских прав компании Ubisoft. 15 апреля Assassin’s Creed входит на страницы книги рекордов Гиннесса как самый обсуждаемый игровой проект. За прошедший год игра попадала на обложки 127 изданий мира, при этом, в 32 странах освещением процесса разработки игры занималось два и больше изданий. В мае в интернет просочилась информация о выходе в свет продолжения Assassin’s Creed II, называемой Assassin’s Creed: Brotherhood.

## Отзывы и критика
| Сводный рейтинг       | Сводный рейтинг                           |
| Агрегатор             | Оценка                                    |
| --------------------- | ----------------------------------------- |
| GameRankings          | 83,50 % (ПК) 90,71 % (PS3) 90,01 % (X360) |
| Metacritic            | 90/100(X360) 91/100(PS3) 86/100(PC)       |
| Иноязычные издания    |                                           |
| Издание               | Оценка                                    |
| 1UP.com               | A-                                        |
| CVG                   | 9,4/10                                    |
| Edge                  | 8/10                                      |
| Eurogamer             | 9/10                                      |
| Game Informer         | 9,5/10                                    |
| GamePro               | [ 42 ]                                    |
| GameSpot              | 9/10 (X360) 9/10 (PS3) 8/10 (PC)          |
| GameSpy               | [ 46 ]                                    |
| GamesRadar+           | [ 47 ]                                    |
| GameTrailers          | 9,2/10                                    |
| IGN                   | 9,2/10                                    |
| VideoGamer            | 9/10                                      |
| Русскоязычные издания |                                           |
| Издание               | Оценка                                    |
| Absolute Games        | 86 %                                      |
| PlayGround.ru         | 8,6/10 (PC) 8,5/10 (X360)                 |
| «Игромания»           | 8,5/10                                    |

| Сводный рейтинг | Сводный рейтинг |
| Агрегатор       | Оценка          |
| --------------- | --------------- |
| GameRankings    | 59,83 %         |

Западные и российские издания тепло приняли вторую часть франшизы. Из достоинств выделяют проработанный игровой процесс и графику. К минусам же относят не оригинальную концепцию и неудобное управление. Журнал Игромания поставил игре восемь с половиной баллов из десяти возможных.
| Избавившись от дурацких условностей первой части, Assassin’s Creed на глазах превратился в лучший симулятор убийцы со времен Hitman. Проблема только в том, что по большому счету эту игру мы ждали ещё два года назад. — игровой журнал «Игромания» |

### Награды
Журнал GamePro признал Assassin’s Creed II лучшей игрой 2009 года. Также игрой года Assassin’s Creed II был признан по версии New York Times и Eurogamer Italy.